# Abulfaz Elchibey
Abulfaz Elchibey (en azerí; Əbülfəz Qədirqulu oğlu Əliyev, Najicheván, 7 de junio de 1938 - Ankara, 22 de agosto de 2000) fue un político y presidente de Azerbaiyán. Aunque su verdadero nombre era Abulfaz Alíyev, adoptó el apellido Elchibey de cara a su candidatura a las elecciones para ser director del Frente Popular de Azerbaiyán en 1990.

## Biografía
Elchibey estudió Lengua Árabe en la Universidad Estatal de Bakú, graduándose en 1957 del Departamento de Filología Árabe en la Facultad de Estudios Orientales. Trabajó como traductor y más tarde profesor de Historia en la citada universidad. Entre 1963 y 1964 realizó sus prácticas en Egipto, trabajando también como traductor. Pronto se unió a un grupo disidente partidario del restablecimiento de la independencia de Azerbaiyán. Fue arrestado en 1975 acusado de difamar a la Unión Soviética y pasó 18 meses en prisión.
Su llegada al poder se produciría cuando las milicias armadas del Frente Popular de Azerbaiyán depusieron al gobierno de Ayaz Mutallibov tras lo cual tomó el poder estableciendo la ley marcial.

## Presidencia
El ascenso a la presidencia de Elchibey llegó después de la primera ronda de pérdidas significativas por parte de Azerbaiyán en la guerra contra Armenia por la región del Alto Karabaj. Tras la Masacre de Khojaly (26-27 de febrero de 1992), la caída de Shusha (8 de mayo de 1992) y Lachin (15-17 de mayo de 1992), el gobierno provisional presidido por Yaqub Mammadov no pudo seguir manteniendo el poder. Debido al desorden en el frente, el antiguo presidente azerbaiyano Ayaz Mutalibov trató de volver al poder, dos meses después de su renuncia, en un golpe parlamentario el 14 de mayo de 1992, lo que resultó en disturbios públicos y en el derrocamiento militar de Mutallibov por parte del Partido del Frente Popular de Azerbaiyán en Bakú el 15 de mayo.
Las elecciones presidenciales con 7 candidatos se celebraron el 7 de junio de 1992, en las que Elchibey fue elegido Presidente de Azerbaiyán con el 54% de los votos y convirtiéndose en el primer presidente no comunista elegido democráticamente en la Historia del país. Durante el verano de 1992, Elchibey aseguró la retirada total del Ejército soviético de Azerbaiyán, convirtiéndose en la primera ex-república soviética (tras los Estados bálticos) libre de presencia militar soviética. Al mismo tiempo, el gobierno de Elchibey estableció la Armada del Caspio y logró llegar a un acuerdo con Rusia para controlar una cuarta parte de la antigua Armada Soviética del Caspio fondeada en Bakú. En junio de 1992, el Ejército azerbaiyano inició una contraofensiva conocida como "Operación Goranboy" en el Alto Karabaj, estableciendo el control de más del 40% de la región para otoño del mismo año y aproximándose 7 kilómetros al interior desde Shusha. Sin embargo, mientras la ofensiva azerbaiyana se adentraba más en el Karabaj, también fue adquiriendo cada vez más controversia, siendo acusada de negligencia, corrupción y robos a cargo del ministro de Defensa del gobierno de Elchibey, Rahim Qaziyev, además del perjuicio que causaban las tácticas guerrilleras de las fuerzas armenias de la República de Artsaj, expertas en guerra en las montañas. Esto llevó a una inesperada alza en las bajas azeríes, pérdida de equipamiento militar pesado, y el fin de una campaña que resultó en fracaso.
Elchibey también era partidario del turanismo, debido a lo cual contaba con el apoyo del líder del Partido de Acción Nacionalista de Turquía, el coronel Alparslan Türkeş. Tras su elección, Elchibey nombró a İsgəndər Həmidov, un coronel de policía y líder del recientemente establecido movimiento de los Lobos Grises en Azerbaiyán, como ministro del Interior. Həmidov, pese a su devoción personal y sus contribuciones en la captura del distrito de Agdere para Azerbaiyán, demostró una incompetencia general y dimitió en abril de 1993 tras la caída de Kelbajar.
Mientras tropas rebeldes avanzaban hacia Bakú, el presidente Elchibey invitó a Heydar Aliyev, antiguo miembro del Politburó en tiempos soviéticos y por aquel entonces líder de Najicheván (y sin relación con Elchibey, cuyo apellido real era Aliyev) a la capital del país el 9 de junio de 1993 para negociar con Surat Huseynov. Aliyev se hizo rápidamente con el control del poder, convirtiéndose en Presidente del Parlamento azerbaiyano el 15 de junio y asegurando el puesto de primer ministro del país para Huseynov. Nueve días después, en el vacío de poder dejado tras la partida de Elchibey a Najicheván, Aliyev, como portavoz del Parlamento, asumió constitucionalmente los poderes presidenciales. Firmó el Protocolo de Biskek para un cese de las hostilidades en el frente, y más tarde consolidó su poder organizando sesiones de control y celebrando un referéndum nacional el 29 de agosto de 1993, en el que apartó formalmente a Elchibey de la presidencia. En las elecciones posteriores, celebradas el 3 de octubre, Heydar Aliyev fue elegido Presidente de Azerbaiyán con el 99% de los votos.

## Oposición y muerte
Durante la presidencia de Aliyev, Elchibey regresó a Bakú en 1997 y se unió a la oposición como líder del Frente Popular.
En el año 2000, Elchibey fue diagnosticado con un cáncer de próstata y murió en agosto del mismo año en un hospital militar de Ankara, en Turquía. Sus restos mortales fueron trasladados a Bakú y se le concedió un funeral de Estado al que asistió el entonces presidente Heydar Aliyev.